# 2698 Azerbajdzhan
2698 Azerbajdzhan è un asteroide della fascia principale. Scoperto nel 1971, presenta un'orbita caratterizzata da un semiasse maggiore pari a 2,6623259 UA e da un'eccentricità di 0,0551286, inclinata di 6,88097° rispetto all'eclittica.